# Torre Telefónica Diagonal ZeroZero
Torre Telefónica Diagonal ZeroZero (chiamata anche Torre Telefonica Diagonal 00, Diagonal ZeroZero e Diagonal 00) è un grattacielo progettato da Enric Massip, che ha vinto il premio LEAF Awards 2011 come miglior edificio commerciale, situato a Barcellona, in Spagna.

## Caratteristiche
L'edificio è alto 110 metri e ha 24 piani. È stato progettato dallo studio di architettura Emba Estudi Massip-Bosch Arquitectes a Barcellona, fondato e diretto da Enric Massip-Bosch.
Diagonal ZeroZero ospita la sede centrale della Catalogna del Gruppo Telefónica e il suo centro di ricerca e sviluppo. L'edificio è costruito su un terreno di proprietà della città di Barcellona, è stato sviluppato dall'agenzia pubblica Consorci della Zona Franca e poi affittato al Gruppo Telefónica.

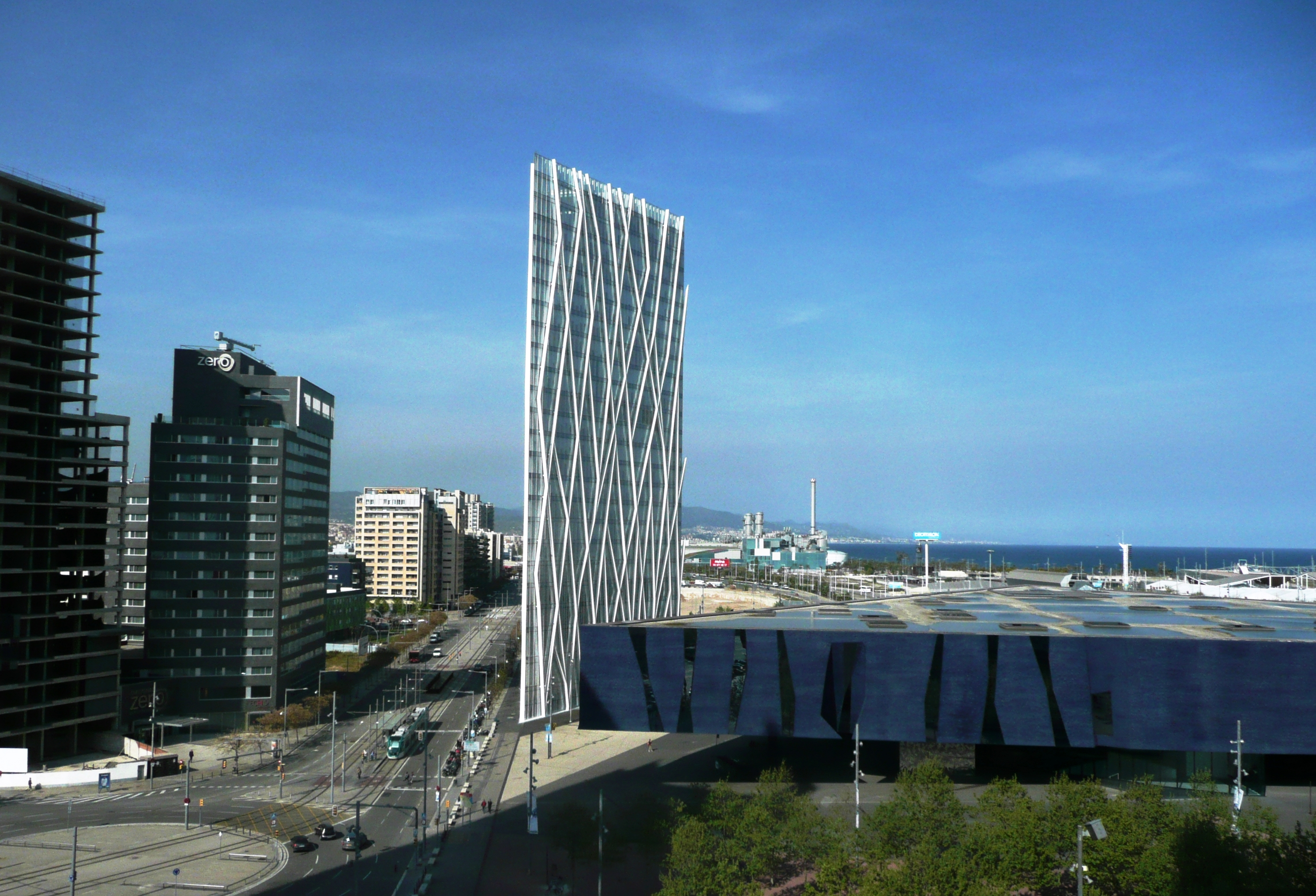
Vista panoramica del Diagonal 00, con a destra il Museo di scienze naturali di Barcellona

Diagonal Zero Zero è un esempio di architettura high-tech. La sua struttura, progettata dalla ditta di ingegneria MC2-Julio Martínez Calzón, fu eretta in otto mesi, lavorando in tre turni al giorno per sette giorni alla settimana. Per alcuni mesi ci sono stati oltre 450 lavoratori che operavano contemporaneamente sul posto. Il tempo totale di costruzione, dopo una fase iniziale in cui i lavori furono interrotti per pochi mesi, è stato di due anni fino all'inaugurazione avvenuta nel febbraio del 2011.
La struttura dell'edificio è una variante dello schema tubo-in-tubo, in cui il nucleo (o "tubo" interno) è costruito in cemento e la struttura perimetrale (o "tubo" esterno) è costruita in acciaio. Questa struttura perimetrale è divisa in due anelli: una struttura verticale interna di pilastri H molto sottili (10x10 cm nella parte superiore della torre, 14x14 cm nella metà inferiore, sotto il 13º piano che ospita il pavimento tecnico), posti ogni 135 cm; e un reticolo di rinforzo esterno che supporta la torsione e le sollecitazioni di flessione della torre prodotte dal vento o dai terremoti.